# Mekong (Yengono)
Pour les articles homonymes, voir Mekong.
Mekong est une localité du Cameroun, située dans l'arrondissement d'Akonolinga, le département du Nyong-et-Mfoumou et la région du Centre.

## Population
En 1961, Mekong comptait 200 habitants, principalement des Yengono. Lors du recensement de 2005, on y a dénombré 368 personnes.